# Allan Scott (pisarz)
Allan Scott (ur. 4 grudnia 1952 w Londynie) – brytyjski pisarz fantasy. Debiutował w 1986 roku powieścią The Ice King, napisaną wspólnie z Michaelem Scottem Rohanem. Ich dziełem jest również dwutomowy cykl: Rogi Tartarusa & Zaklęcie Imperium (1992).
Pierwszą samodzielną książką Allana Scotta był The Dragon in the Stone (1991).